# Oreopanax palamophyllus
Oreopanax palamophyllus är en araliaväxtart som beskrevs av Hermann Harms. Oreopanax palamophyllus ingår i släktet Oreopanax och familjen Araliaceae. Inga underarter finns listade.